# جوزيفا لانيس إسكودا
جوزيفا مادامبا لانيس إسكودا (منذ 20 سبتمبر 1898 حتى 6 يناير 1945) هي قائدة مدنية فلبينية، وأخصائية اجتماعية، وبطلة الحرب العالمية الثانية، وناشطة في حق المرأة في التصويت. اشتهرت بحملاتها من أجل حق المرأة في التصويت وكمؤسسة لفتيات الكشافة في الفلبين.
أُحيت ذكراها جنبًا إلى جنب مع خوسيه أباد سانتوس وفيسينتي ليم على الورقة النقدية الفلبينية بقيمة 1000 بيزو والتي تصور الفلبينيين الذين قاتلوا وماتوا وهم يقاومون الاحتلال الياباني للفلبين خلال الحرب العالمية الثانية في جامعة الشرق الأقصى في مانيلا.

## حياتها المبكرة
ولدت جوزيفا لانيس إسكودا في دينغراس، إلوكوس نورتي باسم جوزيفا لانيس مادامبا. كانت الابنة الكبرى بين أبناء مرسيدس مادامبا وغابرييل يانيس السبعة. أشقاءها هم فلورنسيو، ولويزا، وإلفيرا، وروزاريو، وبوريتا، وإوفروسينا. كان لقب جوزيفا هو بيبا عندما كانت طفلة. نشأت كمسيحية.
تخرجت جوزيفا كطالبة متفوقة في المدرسة الابتدائية والثانوية. ذهبت إلى المدرسة الفلبينية العادية في مانيلا للحصول على درجة التدريس، وتخرجت بمرتبة الشرف في عام 1919. وأثناء عملها كمعلمة، حصلت على شهادة معلم في المدرسة الثانوية من جامعة الفلبين في عام 1922.
بعد حصولها على شهادة المعلم، أصبحت عاملة اجتماعية في فرع الفلبين للصليب الأحمر الأمريكي. منحها الصليب الأحمر منحة دراسية إلى الولايات المتحدة، حيث حصلت على درجة الماجستير في علم الاجتماع من جامعة كولومبيا في عام 1925. وشغلت أيضًا منصبًا في الاتحاد الوطني للأندية النسائية (NFWC)، حيث عملت كسكرتيرة تنفيذية في عام 1923. وعملت لاحقًا كرئيسة للاتحاد منذ عام 1941 حتى عام 1944. أثناء وجودها في الولايات المتحدة، انضمت إلى مجموعة من الطلاب الأجانب الذين دعموا مشروع البيت الدولي في نيويورك. خلال وقت فراغها في البيت الدولي، قبلت المشاركات في التحدث. وكان من عادتها أيضًا ارتداء فستان فلبيني أثناء جولات محاضراتها لتعزيز اهتمام الأجانب بالفلبين.
خلال رحلتها الأولى إلى الولايات المتحدة، بينما كانت في الرابطة النسائية الدولية للسلام (1925)، التقت بأنطونيو إسكودا الأب، وهو رجل أعمال من غاندارا، سمر وتزوجته لاحقًا. وأنجبت طفلَين: ماريا تيريزا (التي أصبحت فيما بعد رئيسة المركز الثقافي في الفلبين خلال الثمانينيات) وأنطونيو جونيور.

## فتيات الكشافة في الفلبين
عادت جوزيفا مادامبا لانيس إسكودا إلى الفلبين مرة أخرى في الأربعينيات من القرن الماضي بعد أن خضعت لتدريب مكثف في فتيات الكشافة في الولايات المتحدة الأمريكية برعاية فتيان الكشافة في الفلبين. بعد ذلك، بدأت في تدريب الشابات ليصبحن قادة فتيات الكشافة، ثم شرعت في تنظيم فتيات الكشافة في الفلبين. في 26 مايو 1940، وقع الرئيس مانويل إل كويزون على ميثاق فتيات الكشافة في الفلبين. أصبحت جوزيفا أول مديرة تنفيذية وطنية للمجموعة.